# 西向幸三
西向幸三（にしむかい こうぞう、1972年2月5日 - ）は、エフエム沖縄のアナウンサー。沖縄県宜野湾市出身。既婚。

## 経歴
沖縄県立浦添工業高等学校卒業後、ラジオ沖縄のディスクジョッキー募集に補欠合格。20歳の頃に退社し、上京して運送業で働いたりカナダにワーキングホリデーに行ったりという経験をした。帰沖後、米軍基地の中にあるメリーランド大学で英語を学びながらDJの仕事に復帰。短大を卒業後、エフエム沖縄に入社。
2014年、第51回ギャラクシー賞ラジオ部門・DJパーソナリティ賞を受賞した。

## エピソード
- よくメガネを無くす。
- 呑んだあとの締めは「タコライス」
- 最近は太ってきており自転車に乗るときにお腹が邪魔になっている。
- 実兄が、自身のレギュラー番組である「ゴールデンアワー」の裏番組であった（- 2017年12月まで）『チャットステーションL』のパーソナリティー玉城美香の姉と結婚し、義理の兄弟の関係であることもあり、聴衆率や番組のmixiコミュニティの参加人数の競争などで最近は関係がぎくしゃくしていると番組内で語っている。

## 現在の担当番組
- ゴールデンアワー（月曜日 - 金曜日、14:00 - 15:50）
- Movie なう（土曜日11:25 - 11:30）
- 真栄原ミュージック（木曜日21:00 - 21:55）
- ニュース

## 過去の担当番組
- OKINAWA MUSIC STREAM
- RAD-io（月曜 - 金曜 19:00-20:55）
- Groo bug（月曜 - 金曜 20:00-21:55）、RAD-ioの後番組
- Radio dub（月曜 - 金曜 20:00-21:55）、Groo bugの後番組
- ハッピーアイランド（代役として）
- ゆいまーる沖縄（月曜 - 金曜 16:55-17:00)(エフエム石川)
- blank.（平日 10:40 - 10:55、水・木担当）
- TommyのぬちぐすいNIGHT（土曜日 20:00 - 20:25）
- SuzuのStep by step（日曜日 22:00 - 22:30）- 耳コピコーナーでの楽曲解説を担当
- INDIES SEEKER （月曜日 - 金曜日、20:55 - 21:00）

ほか

## ゲスト出演
- ひーぷー☆ホップ（沖縄テレビ、2011年9月3日。糸数美樹と共に）
- ゆがふぅふぅ（沖縄テレビ、2012年2月13日。糸数美樹と共に）
- ゆうちょ LETTER for LINKS（TOKYO FM、2012年4月15日）